# Tour de Schynberg
El Tour de Schynberg es una carrera ciclista disputada en Suiza.
Se creó en 1982 y primero fue en categoría juniors y después amateurs, antes de convertirse en profesional en las últimas ediciones (desde 1997). Sirvió para determinar al campeón de Suiza junior en 1990, de Campeonato de Suiza amateur en 1993 y de Campeonato de Suiza en Ruta (absoluto) en 1997 y 1998. 

## Palmarés
En negrita: edición profesional.
| - 2003 : Renzo Mazzoleni - 2002 : Kurt Asle Arvesen - 2001 : Ronny Scholz - 2000 : Dave Bruylandts - 1999 : Alessandro Bertolini - 1998 : Niki Aebersold - 1997 : Oskar Camenzind - 1996 : Roland Meier - 1995 : Philipp Buschor - 1994 : Scott Sunderland - 1993 : Roland Meier - 1992 : Beat Zberg | - 1991 : Rolf Aldag - 1990 : Guido Wirz - 1989 : Sandro Vitali - 1988 : Acácio da Silva - 1987 : Daniel Huwyler - 1986 : Fabian Fuchs - 1985 : Arno Küttel - 1984 : Beat Schumacher - 1983 : Richard Trinkler - 1982 : Kurt Ehrensperger |